# Arengosse

Arengosse este o comună în departamentul Landes din sud-vestul Franței. În 2009 avea o populație de 708 de locuitori.

## Evoluția populației
| An        | 1975 | 1982 | 1990 | 1999 | 2006 | 2009 |
| --------- | ---- | ---- | ---- | ---- | ---- | ---- |
| Populație | 726  | 711  | 709  | 676  | 703  | 708  |